# Promachus argentipes
Promachus argentipes là một loài ruồi trong họ Asilidae. Promachus argentipes được Meijere miêu tả năm 1913. Loài này phân bố ở miền Australasia.